# Feldbissbreuk

Kaart van de belangrijkste geologische breuken

De Feldbissbreuk is een breuk in de aardkorst die door Duitsland, België en Nederland loopt.
In Limburg liggen ten zuidwesten van de Feldbiss de Geleenbreuk en de Heerlerheidebreuk en ten noordoosten de Koningsboschbreuk.

## Ligging
Deze breuk begint in Duitsland ten oosten van Aken bij Stolberg en loopt van daaruit naar het noordwesten door Würselen en Herzogenrath. In Zuid-Limburg loopt de Feldbiss door Kerkrade naar Eygelshoven, waar hij de grens vormde tussen de steenkoolmijnen Laura en Julia, vervolgens over de Brunssummerheide waar de Feldbiss de grens is tussen zilverzand en kiezelöoliet, via Brunssum, Bingelrade en Hillensberg loopt de breuk naar Sittard, en langs Limbricht en Born naar de Maas. In Belgisch Limburg komt de Feldbiss ten zuiden van Bree samen met de Geleenbreuk en de Heerlerheidebreuk en heet hier vervolgens de Neeroeterenbreuk. Bij Opitter is hij duidelijk zichtbaar in het landschap als de steilrand tussen het Kempens Plateau en de Vlakte van Bocholt. In de ondergrond is het Carboon hier naar boven gekomen in de "Bree uplift". Ter hoogte van Bree splitst de Feldbissbreuk op in de breuk van Grote-Brogel, de breuk van Reppel en de Bocholtbreuk. De Feldbiss komt als Veldhovenbreuk Noord-Brabant binnen ten zuiden van Eindhoven, bij Gilze-Rijen komt de breuk samen met de Breuk van Rauw en gaat verder ten noorden van Breda. Vandaar gaat ze in noordwestelijke richting verder door het zuiden van de provincie Zuid-Holland. Omdat het pakket sediment in noordwestelijke richting steeds dikker wordt, is er daar weinig meer van de breuk, die zich in de diepe ondergrond bevindt, te merken.
De Feldbissbreuk vormt bij Bingelrade tot Brunssum in Zuid-Limburg ook de grens tussen het noordoostelijke Bekken van de Roode Beek en het zuidwestelijke Plateau van Doenrade. Tevens markeert de breuk de noordrand van het Plateau van Graetheide.

## Geologie
De breuken in Noordoost Zuid-Limburg zijn onderdeel van de Roerdalslenk.
De Roerdalslenk vormde zich op oudere extensionele structuren uit het Trias en Jura. In het Krijt raakten deze structuren inactief en trad zelfs tektonische inversie op.
De Roerdalslenk zelf is actief sinds het late Oligoceen (rond 25 miljoen jaar geleden). De Feldbissbreuk is, samen met de Heerlerheidebreuk en de Geleenbreuk onderdeel van de Feldbiss-breukzone die een (noord-zuid) doorsnede heeft van ongeveer vijf kilometer. Ten noordoosten van het gebied bevindt zich een gebied dat daalt (de eigenlijke Roerdalslenk), terwijl ten zuidwesten het gebied van plateaus en dalen juist wordt opgeheven.
Ten zuidwesten van de Feldbiss in België ligt het Kempens Plateau. Aangezien het Carboon daar dichter onder de oppervlakte ligt, was daar steenkoolmijnbouw mogelijk, zoals in het Kempens steenkoolbekken. 
Naar het noordwesten wordt de spronghoogte van de Feldbiss steeds groter. In Eygelhoven is het verzet aan de tertiairbasis 130 m, in Brunssum 300 m en bij Sittard meer dan 400 m. 
De breuk is actief, dat betekent dat er langs de breuk regelmatig aardbevingen plaatsvinden. In 1382, 1692 en 1734 vonden er sterke aardbevingen plaats in Sittard, in 1877 in Herzogenrath (5,3 op de Richterschaal). De sterkste in de recente geschiedenis was de aardbeving Alsdorf 2002 (4,9). Een proefsleuf in de Feldbiss bij Aken in 2022 toonde een historische beweging aan die gepaard is gegaan met twee aardbevingen van 6,5.

## Externe link

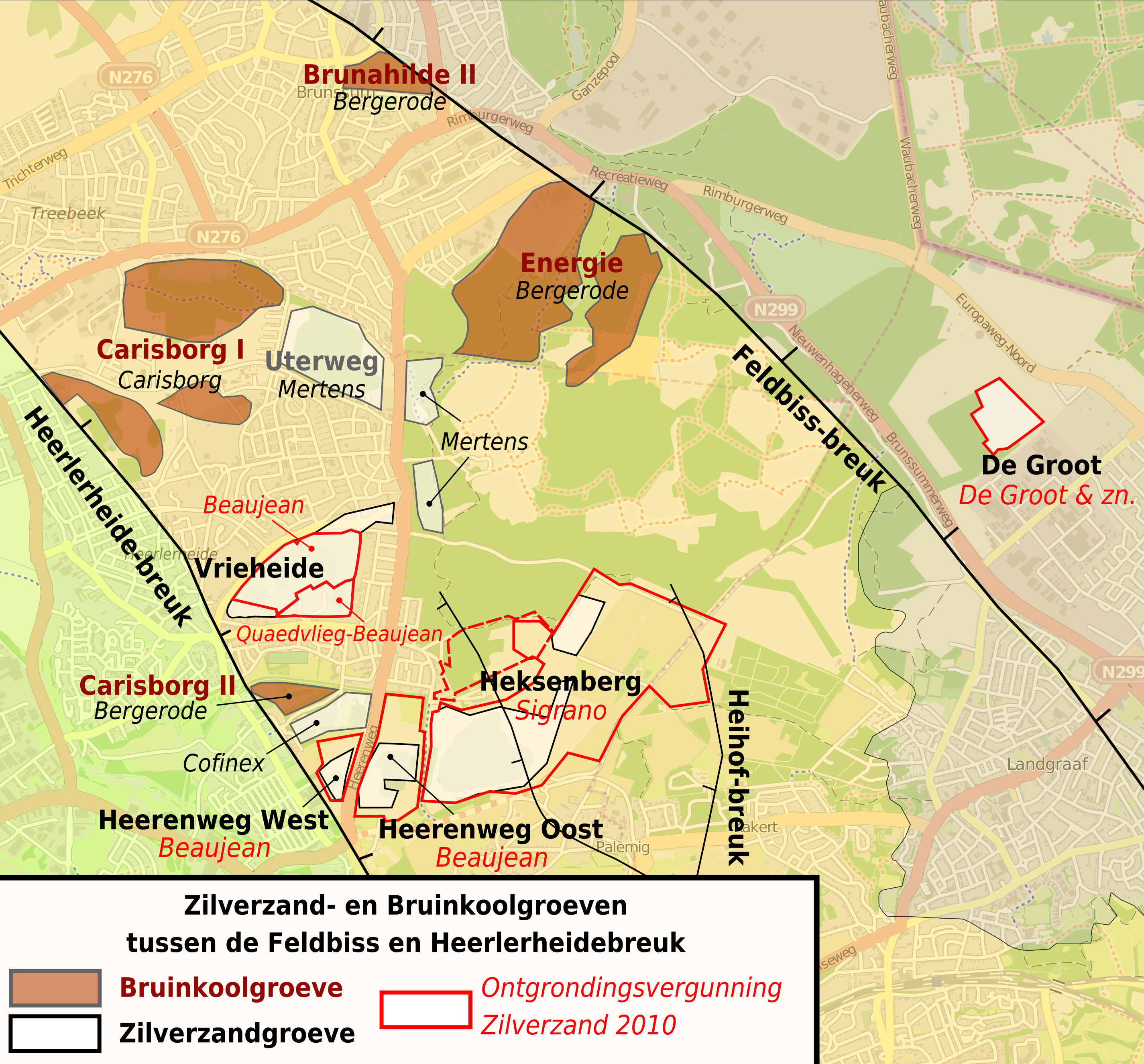
Bruinkool- en zilverzandgroeven tussen de Feldbiss en de Breuk van Heerlerheide in Oost Zuid-Limburg (Nederland)
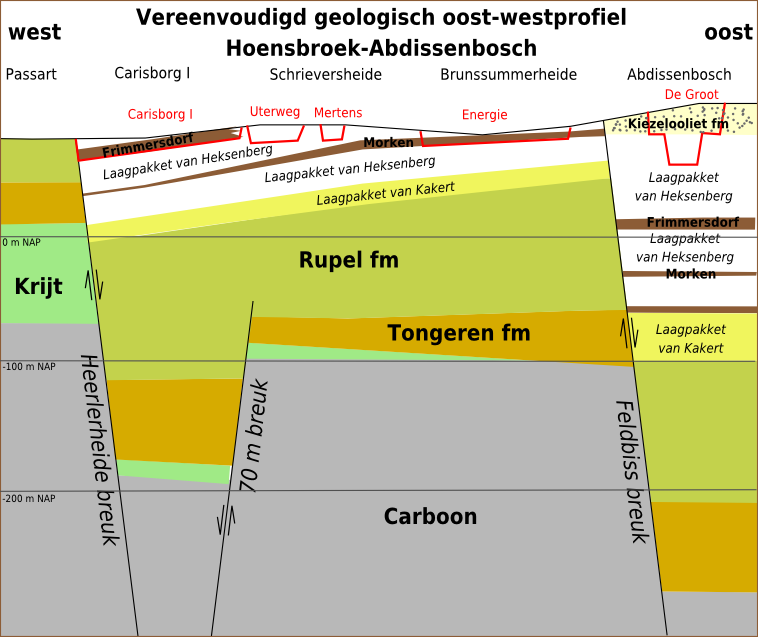
Schematisch geologisch dwarsprofiel tussen Hoensbroek en Abdissenbosch